# Witalis Dorożała
Witalis Dorożała (ps. literacki Druh Józek, Widor, Bemol, ps. bojowy Bronek, ur. 27 kwietnia 1906 we Wronkach, zm. 23 października 1985 w Poznaniu) – polski dyrygent chóralny, nauczyciel muzyki i animator życia muzycznego.

## Życiorys
Jego ojcem był Stanisław Dorożała (krawiec), a matką Filomena z domu Dodek, wywodząca się z rodziny ziemiańskiej. Na czas I wojny światowej, z uwagi na biedę, rodzina przeprowadziła się do Berlina, gdzie uczęszczał do niemieckiej szkoły elementarnej i ćwiczył w polskim chórze dziecięcym. Rodzina udzielała się w środowiskach polonijnych, a w 1919 powróciła do Polski i osiadła w Poznaniu. W wieku dwudziestu lat podjął pracę jako goniec w kancelarii adwokackiej, by z czasem dojść do stanowiska jej kierownika. Od 1926 miał regularne kontakty ze środowiskiem śpiewaczym. Prowadził Chór Mieszany im. Feliksa Nowowiejskiego i Chór Mieszany "Halka". W końcu lat 20. XX wieku rozpoczął studia ze śpiewu solowego w Państwowym Konserwatorium Muzycznym w Poznaniu (uczyli go m.in. Wacław Gieburowski, Stefan Bolesław Poradowski, Władysław Raczkowski, Tadeusz Szeligowski, Stanisław Wiechowicz, Feliks Nowowiejski, Michał Prawdzic i Hugo Zathey). Występował na estradach i w Polskim Radio jako śpiewak solista. Wspólnie z Romanem Padlewskim zorganizował Chór im. Karola Szymanowskiego. Z czasem zrezygnował z pracy w kancelarii adwokackiej i od 1932 związał się z Katolickim Stowarzyszeniem Młodzieży Męskiej, gdzie w latach 1935–1939 pełnił funkcję sekretarza generalnego. Pisał wówczas artykuły na łamach Młodego Hufca.
Podczas kampanii wrześniowej został ciężko ranny pod Sochaczewem (bitwa nad Bzurą). Po długim leczeniu powrócił do zdrowia i objął stanowisko intendenta Szpitala Powiatowego w Grodzisku Mazowieckim. Działał też w Armii Krajowej pod bojowym pseudonimem Bronek. W 1943 aresztowało go gestapo i został osadzony w więzieniu w Grodzisku Mazowieckim, gdzie udało mu się doczekać zakończenia wojny. 
W marcu 1945 powrócił do Poznania, gdzie zatrudnił się w Wydziale Aprowizacji Zarządu Miejskiego. Od 1947 do 1949 był inspektorem w Spółdzielni "Czytelnik". Od 1949 do emerytury nauczał w poznańskich szkołach artystycznych (Państwowa Szkoła Muzyczna I Stopnia, Państwowe Liceum Kulturalno-Oświatowe, Państwowe Liceum Sztuk Plastycznych). Nauczał śpiewu solowego, emisji głosu, śpiewu chóralnego i umuzykalnienia. W latach 1945–1949 współpracował z Chórem Męskim "Moniuszko" przy ZNTK Poznań, a od 1946 do 1971 z Chórem Męskim "Arion" (za współpracę z tym drugim był honorowany różnymi nagrodami, m.in. Złotym Laurem XX-lecia PRL i Złotą Lirą m. Poznania oraz wyjeżdżał na występy zagraniczne). W 1953 został dyrektorem Społecznego Ogniska Muzycznego przy poznańskim Pałacu Kultury. Prowadził rozległa działalność publicystyczną (m.in. Życie Śpiewacze i Życie Muzyczne pod pseudonimami Widor albo Bemol) oraz prelegencką. Działał w Stowarzyszeniu Polskich Artystów Muzyków, Polskim Towarzystwie Logopedycznym i Wielkopolskim Związku Śpiewaczym, gdzie był prezesem w latach 1945-1964 (potem wiceprezesem). Do 1980 był wiceprezesem w Zarządzie Głównym Polskiego Związku Chórów i Orkiestr w Warszawie. Był też (od 1970 do 1980) przedstawicielem Polski w Międzynarodowej Unii Związków Chórów Europejskich (AGEC).
Był inicjatorem i głównym organizatorem Zjazdu Śpiewaków (1947), Ogólnopolskiego Festiwalu Chórów (1957) i II Festiwalu Chórów Polskich (1962).
Pochowany został na poznańskim cmentarzu górczyńskim.

## Rodzina
Miał trzech braci, z których wszyscy zostali prawnikami, i trzy siostry (jedna z nich została nauczycielką gry na fortepianie).

## Odznaczenia
Otrzymał następujące odznaczenia i nagrody:
- Order Sztandaru Pracy II klasy (1962),
- Krzyż Kawalerski Orderu Odrodzenia Polski (1956),
- Srebrny Krzyż Zasługi,
- Medal X-lecia PRL,
- Odznaka Zasłużonego Działacza Kultury,
- Odznaka Honorowa Miasta Poznania,
- Medal Komisji Edukacji Narodowej,
- Honorowa Odznaka SPAM,
- Złota Honorowa Odznaka z Wieńcem Laurowym.